# Hydropsalis cayennensis
El chotacabras coliblanco (Hydropsalis cayennensis), también llamado chotacabra blanca, guabairo coliblanco, tapacamino coliblanco, aguaitacamino rastrojero o guardacaminos rastrojero,  es una especie de ave caprimulgiforme de la familia Caprimulgidae que vive en América Central, las islas del Caribe y el norte de Sudamérica.

## Distribución y hábitat
Se encuentra en Anguila, Antigua y Barbuda, las Antillas Neerlandesas, Aruba, Barbados, Brasil, Colombia, Costa Rica, Ecuador, la Guayana Francesa, Guyana, Martinica, Montserrat, Panamá, Puerto Rico, San Cristóbal y Nieves, San Vicente y las Granadinas, Santa Lucía, Surinam, Trinidad y Tobago y Venezuela.
Sus hábitats naturales son los humedales tropicales y subtropicales y los herbazales estacionalmente inundables, también puede vivir en áreas despejadas fuertemente humanizadas.